# 2017年夏季世界大學運動會
第二十九屆夏季世界大學運動會（英語：XXIX Summer Universiade），一般稱為2017臺北世大運（英語：Taipei 2017 Universiade）或臺北世大運，於2017年8月19日至8月30日在中華民國臺北市舉行，為臺灣首次舉辦世界大學運動會，是繼2009年高雄世運、2009年臺北聽奧之後臺灣承辦的第三個綜合性國際體育賽事，也是臺灣有史以來主辦過層級最高的國際體育賽事，共有145個國家及地區參與，參賽運動員總計7,639人，隨隊人員則達3,758人。競賽場館分布於臺北市及新北市、桃園市、新竹縣、新竹市等鄰近縣市；開幕、閉幕典禮則於臺北田徑場舉行。該屆運動會使以中華臺北名義作為代表的中華民國成為繼日本、中華人民共和國、韓國和泰國之後第五個主辦夏季世大運的國際大學運動總會（FISU）亞洲會員。

## 申辦過程
此屆世大運有臺北市及巴西利亞2個城市申辦。國際大學運動總會（FISU）於2011年11月29日在其所在地比利時布魯塞爾先後聽取2個申辦城市的總簡報後，隨即召開內部會議討論與投票表決，同時選出2017年夏季與冬季世大運主辦城市。臺北方面由時任臺北市市長郝龍斌領軍，加上行政院體育委員會主任委員戴遐齡在內的41人申辦團參與。此外，土耳其伊茲密特原本也有意申辦，但在最終評選前因財政因素而放棄。
- 中華民國臺北[8]。臺北曾申辦過2015年夏季世大運，但最後由韩国光州獲選；高雄曾申辦過2001年、2007年（與臺南市聯合申辦[9]）以及2011年之夏季世大運，卻分別敗給北京、曼谷和深圳[10]。
- 巴西巴西利亞

巴西阿雷格里港曾舉辦過1963年夏季世大運。
經投票後，FISU執委會於比利時布魯塞爾當地時間2011年11月29日宣布由臺北以13票比9票於第一輪投票即勝出取得2017年夏季世大運主辦權。雖然2001年以來的六屆世大運，有四屆在亞洲國家舉辦，以地域平衡原則考量，較不利於臺北，但臺北在財務評估和場館設施的評比大勝巴西利亞，並獲中華民國政府的大力支持，以及FISU執委們高度肯定的簡報呈現，使台北得以勝出。

## 前期准备

### 籌備過程
- 2012年
  - 3月25日，臺北市政府和國際大學運動總會（FISU）簽約，正式展開籌辦工作[21]。
  - 臺北市政府為了全心籌辦世大運，選擇放棄申辦2019年亞洲運動會主辦權。[22][a]
  - 游泳和跳水項目原本規劃同時於2012年4月完工的臺北市立大學天母校區游泳館舉行，但因游泳池出發台岸寬僅有5公尺，不符合出发台池岸宽不小于10公尺的國際標準[26]，臺北市政府洽商FISU技術委員現地會勘後，將臺北市立大學天母校區游泳館規劃為跳水比賽場地，游泳比賽則改在國立體育大學體育館舉辦。[27][28][29][30][31]
- 2016年
  - 8月15日：世大運執委會首度向媒體公開位於新北市林口區的選手村內部模樣[32]。
  - 12月13日：臺北市政府將攸關1萬2,000餘選手的餐飲供應採購案在本日下午開標，由於食材量大，契作時間長達半年，世大運執委會特將其列為「4大標案」。一個月前就已經上網公告招標，標金高達3.2億元、採最有利標；但一開標卻因無人投標而宣告流標[33]。
- 2017年
  - 4月7日，台北市長柯文哲前往台北田徑場，視察世大運場館整建進度並試跑，但在剛起跑時他便疑因想使出全力，手腳卻不聽使喚地跌倒，使現場工作人員受到惊吓，不過柯隨後起身跑完全程，會後受訪時坦言自己有稍微嚇一跳，還打趣說，跑道不錯，很有彈性。後續引發大量改圖及商機。[34]
  - 4月，教育部體育署署長林德福在立法院備詢時表示，有關旗幟的規定，世大運將遵循以往奧會模式，選手於賽場內應持中華台北奧會旗。[35]8月，林德福表示，雖然中間進場中斷，不過最後還是排除困難，讓選手能夠入場，這部分獲得在場的國際體育組織高層人士的正面回應，包含FISU主席、國際學校運動總會（英语：International School Sport Federation）（ISF）主席、國際奧會（IOC）副主席、以及許多單項世界運動總會會長等，他們也肯定臺灣在處理突發狀況時的能力。[36]林德福補充，已經向ISF提出申辦世界中學生運動會，獲得正面回應，ISF的技術人員將在這3天裡，到桃園市各場館訪視。[36]此外，臺中已確定在2019年舉辦東亞青年運動會，接下來也希望在高雄舉辦盛大的國際型賽事。[36]

### 比賽場館

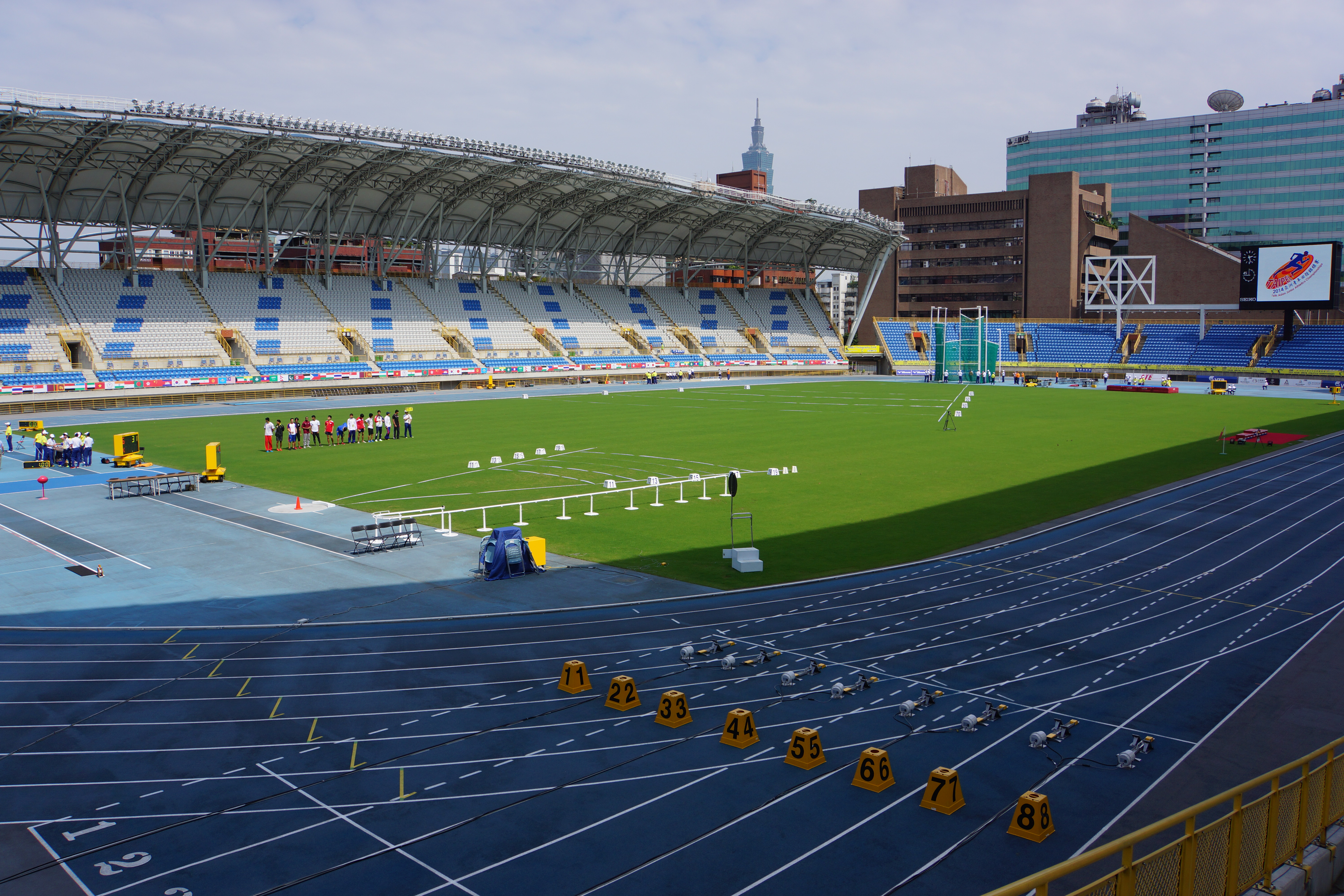
台北田徑場（2017年臺北世大運開閉幕式與田徑場館）

預定共需60座（79處）場館，分別在臺北市、新北市、桃園市、新竹縣、新竹市等地，其中2座新建場館（臺北市網球中心、臺北和平籃球館）、5座賽前佈置場館，其餘53座為現有場館整建。訂於2017年4月底全數完工，相較於上屆光州世大運，臺北世大運則預留110天工程緩衝期。

#### 測試賽
依據國際大學運動總會（FISU）規範，須於賽會開始前針對需舉辦之運動種類辦理測試，故世大運執委會規劃辦理29項測試賽，於今年8月陸續開始測試，2016年第3、4季預計辦理共8項賽事，2017年第1、2、3季預定辦理21項賽事，以培養人員賽務運作經驗及測試設施設備的完備與運作正常，並利用測試賽檢視相關部門運作規劃及所有事件的保障能力。辦理測試賽的場館規劃原則以正式賽會舉辦的競賽場館為舉辦地點，測試賽所需測試的內容將依據各單位事務籌備進度，作為測試項目投入之基礎，2016年8月起逐步投入服務項目測試，將以賽事運作為主要測試項目，以測試賽務相關人員熟悉各項工作流程，後續各工作部門各項事務之籌備作業，將依據整體賽會籌備階段納入測試賽測試項目，以完備整體場館運作機制、客群管控、緊急應變處理等場館運行之相關事務順利運作。

### 聖火傳遞
聖火傳遞於2017年6月20日於意大利杜林展開。傳遞先經意大利、泰國、韓國作境外傳遞，最後在同月29日聖火送抵主辦地臺灣，至開幕式前在臺灣各地傳遞。

### 相關宣傳

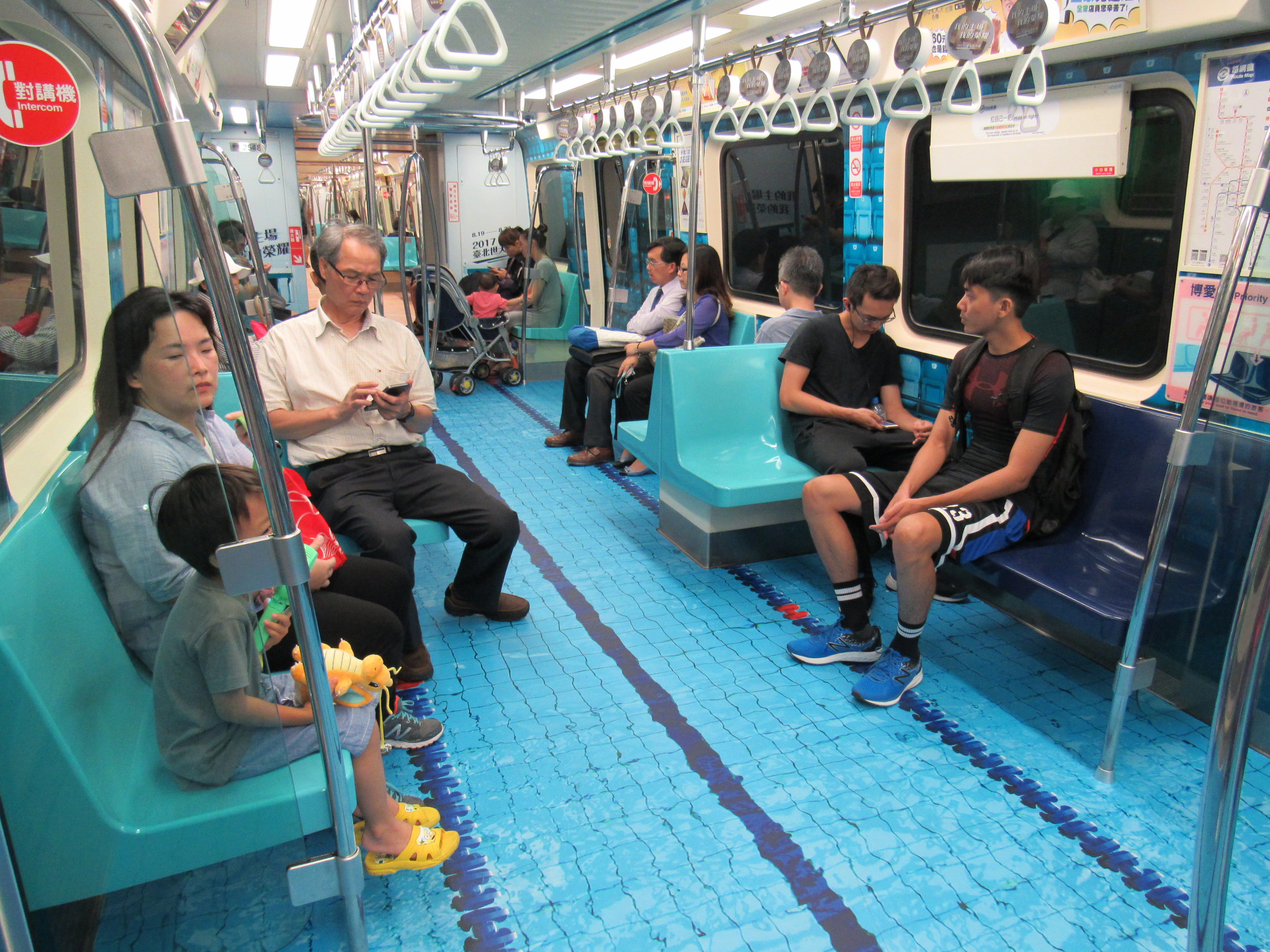
北捷世大運彩繪列車（松山新店線）

2017年8月12日，臺北市政府為了宣傳世大運，舉辦「812妝遊嘉年華踩街」活動，遊行踩街時使用的花車被批評為宛如靈車，踩街形同出殯，柯文哲則認為踩街遊行使用的元素是為了呈現臺灣文化。
致理科技大學行銷與流通管理系助理教授李銘尉統計了柯文哲為了宣傳世大運而與九位網路紅人（蔡阿嘎、阿滴英文、上班不要看、啾啾鞋、走路痛、HowHow、林辰、星期天與囧星人）合作拍攝的九支影片，他指出與柯文哲合拍的影片的觀看次數皆高於該網路紅人其他的影片，截至2017年8月3日為止，又以與蔡阿嘎合拍的影片的觀看次數最高。

### 門票銷售
2017年8月30日，世大運組委會公布台北世大運共賣出72萬張票，售票比率達87%，不但遠遠超越上屆光州世大運的52%，更是歷屆世大運售票率最高的一次。

## 赛事

### 開閉幕式
開幕式和閉幕式都在台北田徑場舉行。開幕式由安益國際展覽集團規劃和執行。
開幕式時因眾多陳抗團體圍堵做為選手入場預備場地的台北小巨蛋周邊抗議。其中有一名反年金改革成員投擲煙霧彈，影響選手進場安全，經考量後，組委會決斷暫緩C字頭起之代表團的運動員進場，並以旗手舉旗幟繞場形式代之。確認事故排除，待主辦方外所有代表團之旗幟均已完畢入場程序後，各代表團選手才在所有舉牌手之帶領下一同進場。
閉幕式時阿根廷、巴西、加拿大、丹麥、多明尼加、英國等多個國家的選手在入場時帶著感謝布條、中華民國國旗、中華民國旗帽等道具向臺灣致謝。其中阿根廷代表團身披中華民國國旗進場，此舉遭到國際大學運動總會發函關切，強調世大運的運動員行為不能帶有政治意涵，違反大會規則。
下一屆將在義大利拿坡里舉行，因此根據往例，義大利在閉幕式進行表演。
- 總統蔡英文[b]宣布2017年臺北世大運正式開始
- 開幕式烏拉圭代表團持有中華民國國旗布條進場
- 開幕式中華臺北代表團進場
- 開幕式臺北市長柯文哲與國際大學運動總會主席奧雷格·麥斯汀
- 開幕式表演
- 陳金鋒點燃聖火
- 位於台北田徑場的聖火台
- 閉幕式中華臺北會旗與義大利國旗帶領各會員旗幟進場
- 閉幕式副總統陳建仁與臺北市長柯文哲
- 閉幕式阿根廷運動員持中華民國國旗進場
- 閉幕式加拿大代表團持標語進場
- 閉幕式煙火表演

### 參賽國家及地區
- 阿富汗（3）
- 阿尔巴尼亚（2）
- 阿尔及利亚（33）
- 阿根廷（178）
- 亚美尼亚（16）
- （185）
- 奥地利（41）
- 阿塞拜疆（19）
- 巴哈马（4）
- 白俄罗斯（34）
- 比利时（30）
- （1）
- 百慕大（3）
- 不丹（7）
- 玻利维亚（2）
- 波斯尼亚和黑塞哥维那（3）
- 博茨瓦纳（20）
- 巴西（180）
- 保加利亚（10）
- 布基纳法索（6）
- 布隆迪（2）
- 喀麦隆（2）
- 加拿大（275）
- 佛得角
- 中非共和国（2）
- 智利（62）
- 中国（108）
- 哥伦比亚（81）
- 刚果民主共和国（12）
- 哥斯达黎加（8）
- 克罗地亚（38）
- 古巴（2）
- 科特迪瓦（2）
- 塞浦路斯（27）
- 捷克（139）
- 朝鲜（31）
- 丹麦（51）
- （26）
- 厄瓜多尔（1）
- 萨尔瓦多（2）
- 赤道几内亚（2）
- 爱沙尼亚（88）
- 埃塞俄比亚（1）
- 芬兰（85）
- 法国（224）
- 德国（126）
- （11）
- 希腊（21）
- 危地马拉（2）
- 圭亚那（2）
- 英国（112）
- 海地（3）
- 洪都拉斯（7）
- 中国香港（111）
- 匈牙利（140）
- 印度（110）
- 印度尼西亚（52）
- 伊朗（62）
- 伊拉克（5）
- 爱尔兰（63）
- 以色列（40）
- 意大利（193）
- 牙买加（16）
- 日本（336）
- 约旦（15）
- （122）
- （7）
- 韩国（318）
- 科索沃
- （7）
- 拉脱维亚（71）
- 黎巴嫩（49）
- 莱索托（2）
- 列支敦士登（6）
- 立陶宛（66）
- 卢森堡（11）
- 中国澳门（31）
- 马其顿（3）
- 马达加斯加（2）
- 马来西亚（63）
- （2）
- 马耳他（4）
- 墨西哥（211）
- 密克罗尼西亚（1）
- 摩尔多瓦（13）
- 蒙古（51）
- （6）
- 莫桑比克（14）
- 纳米比亚（2）
- 尼泊尔（18）
- 荷兰（65）
- （2）
- 新西兰（57）
- 尼加拉瓜（3）
- （3）
- 尼日利亚（59）
- 北马里亚纳群岛
- 挪威（41）
- 阿曼（32）
- 巴基斯坦（22）
- 巴勒斯坦（3）
- 巴拉圭（10）
- 秘鲁（7）
- 菲律宾（116）
- 波兰（180）
- 葡萄牙（64）
- 罗马尼亚（89）
- 俄罗斯（347）
- 卢旺达（2）
- 圣马力诺（2）
- 沙特阿拉伯（19）
- 塞内加尔（2）
- 塞尔维亚（51）
- （6）
- 新加坡（71）
- 斯洛伐克（50）
- 斯洛文尼亚（61）
- 南非（127）
- 西班牙（9）
- 斯里兰卡（67）
- 苏里南（2）
- （3）
- 瑞典（68）
- 瑞士（92）
- 叙利亚（4）
- 坦桑尼亚（2）
- 泰国（91）
- （7）
- 中华台北（371）（東道主）
- 特立尼达和多巴哥（10）
- 土耳其（85）
- （4）
- 乌干达（39）
- 乌克兰（178）
- 阿拉伯联合酋长国（29）
- 美国（348）
- 乌拉圭（23）
- （28）
- 委内瑞拉（1）
- 越南（15）
- 也门（1）
- 赞比亚（14）
- 津巴布韦（5）

備註：世大運主辦方記錄的參賽國家及地區總數為140個。維德角、古拉索、科索沃、北馬里亞納群島、美屬維京群島等5代表團沒有出現在官方網站上，但開幕式沒出現的荷屬安地列斯有參賽；馬其頓使用「前南斯拉夫馬其頓共和國」，英國使用「大不列顛與北愛爾蘭聯合王國」。

#### 代表團狀況
在本屆世大運中，中國代表團放棄男女籃球、男女足球、男女排球、男女水球與棒球等九个團體賽項目，然而有113名選手報名個人賽事。國際大學運動總會表示，世大運團體賽與中華人民共和國第十三屆運動會、中華人民共和國大學生運動會時間衝突，因此中國代表團無法參賽。此外俄羅斯因深陷體壇禁藥醜聞，該國的田徑協會被禁賽而無法參加此屆世大運田徑賽事，而該國的舉重選手則是從去年2016年夏季奧林匹克運動會禁賽事件之後再度回歸國際賽場。

### 競賽項目
2017年世大運舉辦競賽項目共22項，含必辦項目14項、選辦項目7項及示範項目1項。

#### 必辦項目
| - 田徑 - 籃球 - 跳水 - 擊劍 - 足球 - 競技體操 - 韻律體操 | - 柔道 - 游泳 - 桌球 - 跆拳道 - 網球 - 排球 - 水球 |

#### 選辦項目
| - 射箭 - 羽球 - 棒球 - 高爾夫 | - 滑輪溜冰 - 舉重 - 武術 |

#### 示範項目
- 撞球[58]

### 賽程表
以下列表為2017年夏季世界大學生運動會所有比賽項目的賽程表，更新至2017年8月1日。
| OC | 開幕典禮 | ● | 比賽 | 1 | 決賽 | CC | 閉幕典禮 |

| 2017年8月  | 18日 週五 | 19日 週六 | 20日 週日 | 21日 週一 | 22日 週二 | 23日 週三 | 24日 週四 | 25日 週五 | 26日 週六 | 27日 週日 | 28日 週一 | 29日 週二 | 30日 週三 | 金牌 總數 |
| ---------- | --------- | --------- | --------- | --------- | --------- | --------- | --------- | --------- | --------- | --------- | --------- | --------- | --------- | --------- |
| 開幕典禮   |           | OC        |           |           |           |           |           |           |           |           |           |           |           |           |
| 閉幕典禮   |           |           |           |           |           |           |           |           |           |           |           |           | CC        |           |
| 射箭       |           |           | ●         | ●         | ●         | 5         | 5         |           |           |           |           |           |           | 10        |
| 田徑       |           |           |           |           |           | 2         | 6         | 9         | 12        | 11        | 10        |           |           | 50        |
| 羽球       |           |           |           |           |           | ●         | ●         | 1         |           | ●         | ●         | 5         |           | 6         |
| 棒球       |           |           | ●         | ●         | ●         | ●         | ●         |           | ●         | ●         | ●         | 1         |           | 1         |
| 籃球       |           |           | ●         | ●         | ●         | ●         | ●         | ●         | ●         | ●         | 1         | 1         |           | 2         |
| 跳水       |           |           | 2         | 2         | 1         | 1         | 3         | 1         | 1         | 4         |           |           |           | 15        |
| 擊劍       |           |           | 2         | 2         | 2         | 2         | 2         | 2         |           |           |           |           |           | 12        |
| 足球       | ●         |           | ●         | ●         | ●         | ●         | ●         | ●         | ●         | ●         | 1         | 1         |           | 2         |
| 高爾夫     |           |           |           |           |           |           | ●         | ●         | ●         | 4         |           |           |           | 4         |
| 競技體操   |           | ●         | 1         | 1         | 2         | 10        |           |           |           |           |           |           |           | 14        |
| 韻律體操   |           |           |           |           |           |           |           |           |           | ●         | 2         | 6         |           | 8         |
| 柔道       |           |           | 4         | 4         | 4         | 4         | 2         |           |           |           |           |           |           | 18        |
| 滑輪溜冰   |           |           |           | 4         | 4         | 4         |           | 2         | 2         |           |           |           |           | 16        |
| 游泳       |           |           | 4         | 5         | 5         | 7         | 4         | 7         | 8         | 2         |           |           |           | 42        |
| 桌球       |           |           |           |           | ●         | ●         | ●         | ●         | 2         | 1         | 2         | 2         |           | 7         |
| 跆拳道     |           |           | 2         | 3         | 4         | 4         | 4         | 4         | 2         |           |           |           |           | 23        |
| 網球       |           |           |           | ●         | ●         | ●         | ●         | ●         | ●         | ●         | 2         | 5         |           | 7         |
| 排球       |           | ●         | ●         | ●         | ●         | ●         | ●         | ●         | ●         | ●         | 1         | 1         |           | 2         |
| 水球       | ●         | ●         | ●         | ●         | ●         | ●         | ●         | ●         | ●         | ●         | ●         | 1         | 1         | 2         |
| 舉重       |           |           | 3         | 3         | 2         | 2         | 3         | 3         |           |           |           |           |           | 16        |
| 武術       |           |           |           |           |           |           |           |           | ●         | 2         | 2         | 10        |           | 14        |
| 示範賽項目 |           |           |           |           |           |           |           |           |           |           |           |           |           |           |
| 撞球       |           |           |           |           |           |           |           | ●         | ●         | 2         | ●         | 2         |           | 4         |
| 金牌總計   | 0         | 0         | 18        | 24        | 24        | 41        | 29        | 29        | 27        | 24        | 21        | 37        | 1         | 271       |

### 獎牌榜
*   主辦地代表團
資料來源
| 排名 | 国家／地区        | 金牌 | 银牌 | 铜牌 | 總數 |
| ---- | ----------------- | ---- | ---- | ---- | ---- |
| 1    | 日本（JPN）       | 37   | 27   | 37   | 101  |
| 2    | 韩国（KOR）       | 30   | 22   | 30   | 82   |
| 3    | 中华台北（TPE）   | 26   | 34   | 30   | 90   |
| 4    | 俄罗斯（RUS）     | 25   | 30   | 38   | 93   |
| 5    | 美国（USA）       | 16   | 19   | 16   | 51   |
| 6    | 乌克兰（UKR）     | 12   | 10   | 11   | 33   |
| 7    | 朝鲜（PRK）       | 12   | 5    | 5    | 22   |
| 8    | 意大利（ITA）     | 9    | 6    | 16   | 31   |
| 9    | 中国（CHN）       | 9    | 6    | 2    | 17   |
| 10   | 伊朗（IRI）       | 8    | 4    | 11   | 23   |
| 11   | 波兰（POL）       | 7    | 9    | 9    | 25   |
| 12   | 德国（GER）       | 7    | 6    | 11   | 24   |
| 13   | 墨西哥（MEX）     | 6    | 5    | 10   | 21   |
| 14   | 匈牙利（HUN）     | 5    | 4    | 4    | 13   |
| 15   | 加拿大（CAN）     | 4    | 5    | 4    | 13   |
| 16   | 法国（FRA）       | 4    | 4    | 7    | 15   |
| 17   | （AUS）           | 4    | 3    | 2    | 9    |
| 18   | （DOM）           | 4    | 2    | 0    | 6    |
| 19   | 土耳其（TUR）     | 3    | 7    | 6    | 16   |
| 20   | （KAZ）           | 3    | 5    | 7    | 15   |
| 21   | 白俄罗斯（BLR）   | 3    | 4    | 1    | 8    |
| 22   | 罗马尼亚（ROU）   | 3    | 2    | 5    | 10   |
| 23   | 阿塞拜疆（AZE）   | 3    | 1    | 4    | 8    |
| 24   | 亚美尼亚（ARM）   | 3    | 1    | 2    | 6    |
| 25   | 塞尔维亚（SRB）   | 3    | 0    | 0    | 3    |
| 26   | 巴西（BRA）       | 2    | 4    | 6    | 12   |
| 27   | 泰国（THA）       | 2    | 3    | 6    | 11   |
| 28   | 立陶宛（LTU）     | 2    | 1    | 3    | 6    |
| 29   | 葡萄牙（POR）     | 2    | 1    | 2    | 5    |
| 30   | 中国香港（HKG）   | 2    | 0    | 2    | 4    |
| 31   | 荷兰（NED）       | 2    | 0    | 1    | 3    |
| 32   | 中国澳门（MAC）   | 2    | 0    | 0    | 2    |
| 33   | 哥伦比亚（COL）   | 1    | 3    | 7    | 11   |
| 34   | 芬兰（FIN）       | 1    | 1    | 2    | 4    |
| 35   | 瑞士（SUI）       | 1    | 1    | 1    | 3    |
| 35   | 乌干达（UGA）     | 1    | 1    | 1    | 3    |
| 37   | 古巴（CUB）       | 1    | 1    | 0    | 2    |
| 38   | 越南（VIE）       | 1    | 0    | 4    | 5    |
| 39   | 捷克（CZE）       | 1    | 0    | 2    | 3    |
| 40   | 奥地利（AUT）     | 1    | 0    | 1    | 2    |
| 41   | 爱尔兰（IRL）     | 1    | 0    | 0    | 1    |
| 41   | 牙买加（JAM）     | 1    | 0    | 0    | 1    |
| 41   | （KGZ）           | 1    | 0    | 0    | 1    |
| 44   | 南非（RSA）       | 0    | 5    | 0    | 5    |
| 45   | 英国（GBR）       | 0    | 3    | 6    | 9    |
| 46   | 阿尔及利亚（ALG） | 0    | 3    | 2    | 5    |
| 47   | 塞浦路斯（CYP）   | 0    | 2    | 0    | 2    |
| 50   | 巴哈马（BAH）     | 0    | 1    | 1    | 2    |
| 50   | 斯洛伐克（SVK）   | 0    | 1    | 1    | 2    |
| 50   | 瑞典（SWE）       | 0    | 1    | 1    | 2    |
| 53   | 阿根廷（ARG）     | 0    | 1    | 0    | 1    |
| 53   | 布基纳法索（BUR） | 0    | 1    | 0    | 1    |
| 53   | 西班牙（ESP）     | 0    | 1    | 0    | 1    |
| 53   | 爱沙尼亚（EST）   | 0    | 1    | 0    | 1    |
| 53   | 印度（IND）       | 0    | 1    | 0    | 1    |
| 53   | 蒙古（MGL）       | 0    | 1    | 0    | 1    |
| 53   | 菲律宾（PHI）     | 0    | 1    | 0    | 1    |
| 60   | 克罗地亚（CRO）   | 0    | 0    | 3    | 3    |
| 60   | 印度尼西亚（INA） | 0    | 0    | 3    | 3    |
| 62   | 比利时（BEL）     | 0    | 0    | 1    | 1    |
| 62   | 约旦（JOR）       | 0    | 0    | 1    | 1    |
| 62   | 摩尔多瓦（MDA）   | 0    | 0    | 1    | 1    |
| 62   | 挪威（NOR）       | 0    | 0    | 1    | 1    |
| 62   | 新西兰（NZL）     | 0    | 0    | 1    | 1    |
| 總計 | 總計              | 273  | 271  | 342  | 886  |

#### 示範賽獎牌榜
| 排名 | 国家／地区      | 金牌 | 银牌 | 铜牌 | 總數 |
| ---- | --------------- | ---- | ---- | ---- | ---- |
| 1    | 中华台北（TPE） | 4    | 1    | 1    | 6    |
| 2    | 蒙古（MGL）     | 0    | 1    | 1    | 2    |
| 3    | 日本（JPN）     | 0    | 1    | 0    | 1    |
| 3    | 韩国（KOR）     | 0    | 1    | 0    | 1    |
| 5    | 挪威（NOR）     | 0    | 0    | 2    | 2    |
| 總計 | 總計            | 4    | 4    | 4    | 12   |

### 重要紀錄

#### 世界紀錄
- 中華台北舉重選手郭婞淳在女子58公斤級，以抓舉107公斤、挺舉142公斤、總和249公斤奪得金牌，其中挺舉打破世界紀錄。[62][63]
- 中華台北滑輪溜冰選手陳映竹在女子500公尺中，預賽以43秒205打破哥倫比亞選手海倫·孟多雅（Hellen Montoya）於2015年締造43秒247的世界紀錄，複賽時以43秒052再次刷新自己的世界紀錄；但因廠商ATOS的電子計時槍不穩定以及尚未進入決賽，當時改採手動計時槍而使其不列為官方的世界紀錄。[64][65][66]

#### 區域紀錄
- 中華台北標槍選手鄭兆村以91.36公尺摘下金牌，突破全國、大會及亞洲紀錄，並成為亞洲第1位突破90公尺的選手，也是世界標槍史上第12傑。[67][68]國際田徑總會與亞洲田徑總會均特別刊文報導。[69][70]
- 附註：世大運田徑比賽中，只有在1979年男子200公尺在當時突破世界紀錄，當時19.72秒。

## 象征

### 標誌

2017年臺北世大運形象標誌

- 第一代標誌由黎歐創意總監王志中設計，取自「UNIVERSIADE」字首「U」字，搭配代表世界五大洲的「藍」、「黃」、「黑」、「綠」、「紅」顏色，化成五條競技場上追求卓越、突破及希望的速度線，在運動場上奔馳。另結合臺北市市鳥藍鵲的翅膀意象，傳達著「TAIPEI」是自由翱翔的城市，也象徵世界大學運動會「UNIVERSIADE」在臺北驕傲的起飛。[71]
- 第二代標誌由徐千舜設計，採用熊掌足跡的U字造型做設計，也是採用五大洲顏色，拇指是臺灣造型，象徵從臺灣出發，希望這場比賽不論輸贏都能在彼此心中留下璀璨印記，表達臺灣加油，表現出「凡走過必留下痕跡」的概念及運動家的精神。[72]
- 第三代標誌（最終定案版）由亞洲大學創意設計學院游明龍教授團隊設計，以U字意象延伸（UNIVERSIADE、UNITED、UNIVERSITY），代表年輕世代激發的力量，帶來無限希望與正面的信念；將「北」字意象進行延伸，結合田徑場跑道交織、向上躍升的造型，呼應臺北不斷努力、追求卓越的城市主張。[73]

### 標語
「For You · For Youth」、「獻給你，獻給年輕世代」。

### 吉祥物
第一代吉祥物－臺灣黑熊（設計者：黎歐創意總監王志中）
- 取名緣故：象徵臺灣精神的臺灣第一高峰玉山上，有個臺灣黑熊聚集的地方。臺灣原住民以「TUTUMAZ」來稱呼臺灣黑熊，原意為「擁有強大力量大英雄」、「力量、智慧與膽識」象徵。更完全彰顯運動員在運動場上，不斷努力追求精進突破之精神。[71]
- 設計概念：主要設計元素以運動員人型、及臺灣黑熊為主。讓運動員披上臺灣黑熊外衣，胸前印著特有且代表勝利的「V」字圖形，象徵穿著勝利的戰甲，迎向運動場上的任何挑戰。[71]

第二代吉祥物－小皮（設計者: 臺北市立大學）
- 設計概念：參考臺灣特有亞種黑熊強壯勇猛形象。加上智慧、自信、活力等特質，塑造出一個具有運動員健康、手腦並用與勇往直前吉祥物。

第三代吉祥物－臺灣動物群（設計者：徐千舜）
- 設計概念：以臺灣黑熊為主體，搭配福爾摩沙梅花鹿、臺灣獼猴、臺北樹蛙及臺灣藍鵲為配角。

第四代吉祥物（現在）－熊讚Bravo（設計者：亞洲大學游明龍教授團隊）
- 設計概念：運用由黑至灰之漸層色彩，搭配象徵勝利金牌，代表運動員挑戰自我、追求卓越精神。整體友善親切，將扮演啦啦隊隊長角色，傳遞希望和歡樂給所有參與者，歡迎來自世界各地的運動員來臺北作客[74]。

### 火炬

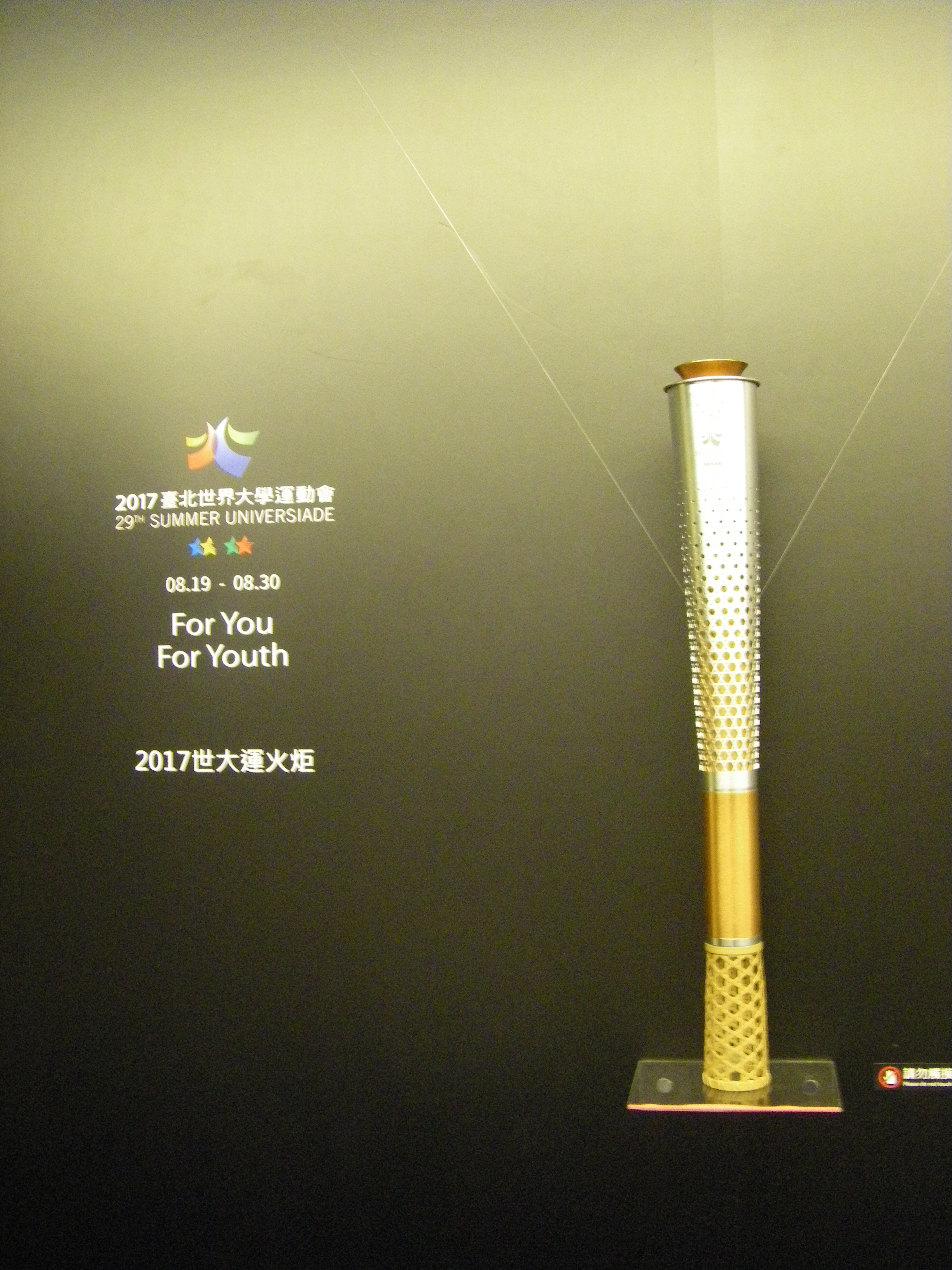
2017年臺北世大運火炬造型

本屆世大運火炬設計者為張漢寧與吳協衡，設計理念源於「君子之爭」一詞。意即競賽時，參賽者言行仍合乎禮儀，展現儒雅的君子風範，與竹子在東方文化中象徵高潔、虛心的意涵不謀而合。因此火炬設計加入竹材元素，邀請到臺灣竹編工藝大師蘇素任以臺灣傳統六角編織竹編工藝製作火炬承座。火炬錐管則結合現代科技，以五軸雷射切割技術，雕刻出竹編編織造型的孔洞，展現臺灣先進的科技應用。

### 主題曲
主題曲「擁抱世界擁抱你」（英文名：Embrace the World with You）於2016年11月20日選出，由臺灣原住民族排灣族歌手舞炯恩所創作，Howie B. 操刀編曲、混音，藏雲娛樂旗下歌手群「I-WANT星勢力」共同演唱，包括身心障礙歌手。歌詞結合排灣語及漢語，曲風基調為臺灣原住民傳統輕快音樂，並加入倫巴、拉丁節奏，鑲嵌電子音樂元素，營造強而有力、歡騰動感的旋律氛圍，展現匯聚融合的包容溫度、投射深紮土地的澎湃能量，向國際伸出友誼之手。

### 代言人
該活動的代言人包括了曾雅妮、張宇涵、謝淑薇、玖壹壹和許淑淨。

## 賽事期間周邊事務

### 選手村飲食
世大運舉辦期間，每天須提供25萬份食物及12萬份切片水果。選手村餐廳供應的餐點以臺灣特色的飲食為主，原料也多產於臺灣。根據世大運組委會公布的資料，以披薩、鹹酥雞、炒蛋、義大利麵、牛肉麵等食物最受歡迎，而炸雞排、鍋貼和珍珠奶茶也很受歡迎，水果中以香蕉最受歡迎，每天要提供2500公斤的香蕉。根據贊助世大運選手村的商華國飯店亞洲主廚吳長芳推測，鹽酥雞之所以受到歡迎是因為它比外國的雞塊更有味道，而且國外選手喜歡吃炸物。

### 藝文交流
比賽期間將安排許多藝文展演和國際文化交流的活動，林口選手村也有文化交流的計畫。時程如下：
| 場次 | 日期            | 地點         | 活動                                   |
| ---- | --------------- | ------------ | -------------------------------------- |
| No.1 | 8月12日         | 升旗廣場     | 開村典禮                               |
| No.2 | 8月14日-8月20日 | 升旗廣場     | 入村典禮                               |
| No.3 | 8月12日-8月30日 | 文化聚落     | 三大主題表演節目、文化體驗、DJ音樂派對 |
| No.4 | 8月12日-8月30日 | 多媒體遊戲室 | 多媒體遊戲體驗                         |

此外，為歡迎來自世界各地的選手，臺北市政府與新加坡投影團隊Hexogon Solution合作，於20日至30日的賽會期間每晚18時30分至22時，每30分鐘在臺北市政府外牆上演5分13秒的「戶外光雕秀」，巧妙使用光影、顏色等技巧，打造以競賽運動為主題的光雕饗宴。

### 轉播单位
該屆世大運的電視轉播工作由華視承辦。華視同時與緯來電視網、無限映像製作公司合作，以4K高畫質播出。TVBS、三立電視、壹電視、民視、公視、中天電視、中視、東森電視、台視等臺灣電視媒體也對轉播工作給予協助。
臺灣境內可透過華視、緯來電視網、ELEVEN、愛爾達電視旗下電視頻道，以及東森新聞台、三立新聞台、中視、民視，收看該屆世大運開閉幕式與各項賽事（開幕式、閉幕式由華視和緯來電視網轉播）。
國際大學運動總會秘書長聖羅德（Eric Saintrond）表示臺灣以外有歐洲52個地區、亞太14個地區直播或轉播台北世大運開幕式與賽事。歐洲地區由Eurosport獲得轉播權，將放送到旗下52個國家與地區。若沒有轉播訊號的地區，也可以透過國際大學運動總會官網收看直播。
根據世大運組委會資料，本屆世大運共有超過50國與地區、255家媒體、1069位記者參與採訪工作。

## 賽後事務

### 831臺灣英雄大遊行
因為本屆賽事中華臺北隊取得26面金牌、34面銀牌和30面銅牌，為中華臺北隊在世大運參賽史上的最佳成績，總統府便指示體育署於8月31日下午4點舉行「臺灣英雄大遊行」，選手在總統府接受蔡英文總統接見後出發，搭車沿路接受手拿印有「台灣英雄」文字的旗幟與中華民國國旗的民眾喝采。遊行路線長約九公里，從總統府前的凱達格蘭大道出發行經兩旁噴灑彩帶的館前路英雄谷、忠孝東路至臺北市政府前廣場，在遊行隊伍最前頭為景美女中樂儀隊，首輛吉普車上的運動員為在100公尺項目摘金的楊俊瀚，同車有教練孫念祖、陶武訓，次車是臺灣「標槍雙俠」鄭兆村、跨欄銀牌選手陳奎儒和黃士峰，第三輛車是田徑銀牌選手陳傑，舉重金牌郭婞淳也在遊行隊伍中，下午6點多選手陸續抵達台北市政府廣場，台北市長柯文哲到場迎接並與選手一一擊掌後致詞感謝所有參賽世大運選手，最後所有到場選手大合照後結束遊行。

### 選手村後續事宜

#### 轉社會住宅
位於新北市林口區的世大運選手村在賽事結束後開始進行復原工作，將規劃成1至4房的社會住宅，包括一房508間、兩房925間、三房1548間和四房427間，共將釋出3408戶住宅和82戶店面，交由國家住宅及都市更新中心營運管理，預計2018年底招租。

#### 剩食處理
世大運選手村在賽事結束後還有牛奶、培根、蛋、麵包、飲料等400箱剩餘食物與食材，為了避免浪費食物，台北市社會局長許立民將其安排分送到社會福利團體，有些不耐放的蛋糕、果凍等則立刻分送到老人供餐據點及課後安親班。

## 合作夥伴
本次賽事的贊助商分為六類：頂級官方贊助夥伴、官方贊助夥伴、官方贊助商、官方供應商、指定器材供應商、合作夥伴。

## 評價
當初臺北在接下世大運主辦權時並未受到多方期待，還受到不看好或批評的聲浪，但最後的成果獲得許多人的正面評價。
據BBC中文網報導，郝龍斌擔任臺北市長期間興建了許多主要場館，遭指花費太高預算或設計上有問題，在柯文哲擔任臺北市長後，不但減少預算、變更既有的賽事規劃，還決定改變開閉幕式的場地，由原臺北大巨蛋移到臺北田徑場，讓各界對世大運的順利舉行充滿悲觀，更質疑柯文哲決策的可行性，然而世大運舉行後從原先不被看好到最後獲得滿堂彩。
此外德國聯邦內政部網站的新聞表示，臺灣主辦單位提供優秀運動場地、完善公共設施，以及熱情滿溢的友善待客，讓明星選手也被吸引。
儘管世大運開幕式發生了場外抗議事件，但隨著比賽熱度上升，以及中華臺北隊的優秀表現，引發了臺灣民眾對體育的熱情，根據世大運組委會數據，本屆世大運共賣出72萬張的賽事門票，平均售票率達87%，遠遠超過上屆光州世大運的52%，門票收益更超過1.4億新台幣，國際大學運動總會主席奧雷格·麥斯汀也對臺北世大運讚譽有加，表示這是他看過最成功的賽事之一。
國立臺北教育大學體育系教授李加耀表示「臺灣社會氛圍還是苦悶，整天受制於政治紛擾，因此民眾看到體育賽事的好表現，某種程度也轉移了對社會的不滿。」國立體育大學教授盂峻瑋則認為，當初柯文哲接手世大運主辦權時，感覺有些心不甘情不願，但承辦後不僅順利帶起熱潮，也拉抬自身的聲勢，確實是因禍得福，另外也提到「這次的世大運讓臺灣人被壓抑的情緒可以得到釋放，相對地臺灣選手也受到在地觀眾鼓舞，相輔相成下表現也更積極，這是種天時地利人和的匯聚。」

## 外部鏈結
脚本运行超时。
- 2017臺北世界大學運動會（页面存档备份，存于） （脚本运行超时。）（英文）
- 臺北市政府（页面存档备份，存于） （脚本运行超时。）（英文）
- 臺北市政府體育局（页面存档备份，存于） （脚本运行超时。）（英文）
- 2017臺北世界大學運動會合作宣傳夥伴網站
- 2017 Taipei Summer Universiade 臺北世界大學運動會的Facebook專頁脚本运行超时。脚本运行超时。
- YouTube上的台北市政府頻道
- YouTube上的2017臺北世大運開幕典禮
- YouTube上的2017臺北世大運閉幕典禮

脚本运行超时。
脚本运行超时。